# Stephen von Tetzchner
Stephen von Tetzchner (* 1946) ist ein norwegischer Psychologe und Professor für Entwicklungspsychologie an der Universität Oslo.
Er ist Schöpfer von Computer-Software für Kinder mit kognitiver Behinderung und Mitbegründer des Konzepts „Unterstützte Kommunikation“. Er ist der Vater von Jon Stephenson von Tetzchner, dem Begründer des Opera-Webbrowsers.

## Schriften
- Stephen von Tetzchner, Harald Martinsen: Einführung in Unterstützte Kommunikation. Winter, Heidelberg 2000. ISBN 3825382664
- Stephen von Tetzchner, Harald Martinsen: Introduction to Augmentative and Alternative Communication: Sign Teaching and the Use of Communication Aids for Children and Adolescents. 2. Auflage. Whurr, London 2000, ISBN 1861561873.
- Stephen von Tetzchner, Mogens Jensen (Hrsg.): Augmentative and Alternative Communication: European Perspectives. Whurr, London 1996, ISBN 1897635591.
- Stephen von Tetzchner, Nicola Grove (Hrsg.): Augmentative and Alternative Communication: Developmental Issues. Whurr, London 2003, ISBN 1-86156-331-0.
- The Social and Cognitive Aspects of Normal and Atypical Language Development Springer-Verlag New York Inc,
- Issues in Telecommunication and Disability (Cost 219), European Communities / Union (EUR-OP/OOPEC/OPOCE), 1992

| Personendaten    | Personendaten                                                     |
| ---------------- | ----------------------------------------------------------------- |
| NAME             | Tetzchner, Stephen von                                            |
| KURZBESCHREIBUNG | norwegischer Psychologe und Professor für Entwicklungspsychologie |
| GEBURTSDATUM     | 1946                                                              |